# 寒流 (松本清張)
「寒流」（かんりゅう）は、松本清張の小説。『週刊朝日』1959年9月6日号から11月29日号まで、「黒い画集」第6話として掲載、1959年12月に『黒い画集2』収録の一編として、光文社より刊行された。
『黒い画集 第二話 寒流』のタイトルで1961年に東宝で映画化、またこれまで5度テレビドラマ化されている。

## あらすじ
銀行の支店長である沖野一郎は、新任の挨拶廻りの時に、割烹料理屋「みなみ」の女主人・前川奈美を知った。沖野は、常務取締役・桑山英己とは学校の同窓で、桑山により強引に抜擢されていた。ある日、奈美が増築のため1千万円の融資を頼みに来た。沖野は彼女の店の経営状態からみてこの大口取引を承諾した。それから二人は親密の度を増していった。結婚を口にする奈美に、病弱の妻をかかえる沖野の心は動いた。
そんな時、桑山が沖野の支店を訪ねて来て、用事で支店を訪れていた奈美と出会う。沖野一郎の不幸がこのときから芽を吹いた。

## 映画
映画タイトル『黒い画集 第二話 寒流』（または『黒い画集 寒流』）。1961年11月12日公開。製作・配給は東宝。監督は鈴木英夫。本映画では、警官の訊問場面以降の沖野の運命が新たに描かれている。現在はDVD化されている。
キャスト
- 池部良（沖野一郎）[1]
- 荒木道子（沖野淳子）[1]
- 吉岡恵子（沖野美佐子）[1]
- 多田道男（沖野明）[1]
- 新珠三千代（前川奈美）[1]
- 平田昭彦（桑山英己常務）
- 小川虎之助（安井銀行頭取）
- 中村伸郎（小西副頭取）[1]
- 小栗一也（田島宇都宮支店長）
- 松本染升（渡辺重役）[1]
- 宮口精二（伊牟田博助・探偵）
- 志村喬（福光喜太郎・総会屋）
- 北川町子（喜太郎の情婦）[2]
- 丹波哲郎（山本甚造）[1]
- 田島義文（久保田謙治）[1]
- 中山豊（榎本正吉）[1]
- 広瀬正一（鍛冶久一）[1]
- 梅野公子（女中頭・お時）[1]
- 池田正二（宇都宮支店次長）[1]
- 宇野晃司（山崎池袋支店長代理）
- 西条康彦（探偵社事務員）[1]
- 堤康久（比良野の板前）[1]
- 加代キミ子（桑山の情婦Ａ）[1]
- 飛鳥みさ子（桑山の情婦Ｂ）[1]
- 上村幸之（本店行員Ａ）
- 浜村純（医師）[1]
- 西條竜介（組幹部Ａ）
- 坂本晴哉（桜井忠助）
- 岡部正（パトカーの警官）
- 草川直也（本店行員Ｂ）
- 大前亘（宇都宮支店行員Ａ）
- 由起卓也（比良野の従業員）
- 山田圭介（銀行重役Ａ）
- 吉頂寺晃（銀行重役Ｂ）
- 伊藤実（比良野の得意先）
- 勝本圭一郎[1]
- 松本光男
- 加藤茂雄（宇都宮支店行員Ｂ）
- 細川隆一[1]
- 大川秀子[1]
- 山本青位[1]

スタッフ
- 製作：三輪禮二
- 脚本：若尾徳平[1]
- 監督：鈴木英夫[1]
- 撮影：逢沢譲[1]
- 音楽：斎藤一郎[1]
- 美術：河東安英[1]
- 録音：保坂有明[1]、下永尚[1]
- 照明：猪原一郎[1]
- 助監督：梶田興治[1]
- 編集：岩下広一[1]
- 現像：キヌタ・ラボラトリー[1]
- スクリプター：土屋次郎(*ノンクレジット)
- 製作担当者：井上卓之[1]

## テレビドラマ

### 1960年版
1960年4月21日、日本テレビ系列の「スリラー劇場」枠（20:00-21:00）にて放映。
キャスト
- 山根寿子
- 細川俊夫
- 安部徹
- 千石規子
- 小林重四郎
- 阿部寿美子
- 浅野進治郞

スタッフ
- 脚本：赤坂長義
- 制作：日本テレビ

### 1962年版
1962年6月21日と6月22日、NHKの「松本清張シリーズ・黒の組曲」枠（22:15-22:45）にて放映。
キャスト
- 原保美
- 春日俊二
- 環三千世
- 田島義文
- 斎藤英雄
- 小田切みき
- 井川邦子
- 竜岡晋
- 笹川恵三
- 武藤英司

スタッフ
- 脚色：有高扶桑
- 音楽：別宮貞雄
- 演出：田中昭男
- 制作：NHK

### 1975年版
「松本清張シリーズ・愛の断層」。1975年11月1日、NHKの「土曜ドラマ」枠（20:00-21:10）にて放映。原作者の松本清張が出演している。視聴率16.2％（ビデオリサーチ調べ、関東地区）。
キャスト
- 沖野一郎：平幹二朗
- 前川奈美：香山美子[3]
- 桑山常務：中谷一郎
- 伊牟田探偵：殿山泰司
- 沖野勝子：高田敏江
- 谷川：森幹太
- めがね屋店員：鈴木ヒロミツ
- 沖野哲也：山崎亮一
- 署長：松村彦次郎
- 次長：真弓田一夫
- 銀行員：鶴賀二郎、望月太郎、テレサ野田、桂木梨江
- 運転手：石黒正男
- 銀行強盗役の男：戸塚孝
- 仲居：小林テル、本田悠美子
- アベック：風戸拳、西川洋子
- タクシードライバー：松本清張（クレジットは無し）

スタッフ
- 脚本：中島丈博
- 演出：岡田勝
- 音楽：眞鍋理一郎
- 美術：大家靖史
- 制作：NHK

### 1983年版
「松本清張の寒流」。1983年2月5日、テレビ朝日系列の「土曜ワイド劇場」枠（21:02-22:51）にて放映。視聴率21.9％（ビデオリサーチ調べ、関東地区）。舞台の銀行は「東和銀行・渋谷支店」。DVD化されている。
キャスト
- 沖野一郎：露口茂
- 桑山英己（東和銀行常務）：山口崇
- 伊牟田博助（大信秘密探偵社調査員）：近石真介
- 山本甚造（山本組組長）：藤村有弘
- 福光善太郎（不二政経コンサルタント代表）：川合伸旺
- 福光の情婦：池波志乃
- 沖野淳子（沖野一郎の妻）：川口敦子
- 東和銀行副頭取：早川雄三
- ふみ（料理屋 みなせ・女中）：金子幸枝
- 宮田（東和銀行渋谷支店営業部長）：奥野匡
- 東和銀行宇都宮支店営業部長：出光元
- 久保田建設社長：内田稔
- 大信秘密探偵社調査員：沖田俊一
- 東和銀行株主総会議長：武内文平
- タクシー運転手：だるま二郎
- 警官：片岡弘貴
- 山本組組員：松田章
- 沖野の子供：妹尾潤
- 山本組組員：池田武志
- 車にいたずらする男：森川正太
- 警官：平泉征
- 大信秘密探偵社調査員：樋浦勉
- 前川奈美（料理屋 みなせ・女将）：梶芽衣子
- 深沢猛、吉田裕之、番哲也、小川晃世、石黒正男、桑名良輔、岡本牧子、館野玲、荻原真実、坂本法子、神田亜矢子

スタッフ
- 脚本：大野靖子
- プロデューサー：白崎英介（テレビ朝日）、柳田博美（大映テレビ）、川口武夫（大映テレビ）
- 監督：富本壮吉
- 音楽：菅野光亮
- 撮影：山崎忠
- 制作：テレビ朝日、大映テレビ

### 2013年版
「松本清張没後20年スペシャル・寒流」。2013年1月14日、TBSテレビ系の「月曜ゴールデン」枠（21時 - 22時54分（JST））にて放送。制作は2012年2月までに行われた。原作と比較し、沖野の仕掛ける罠に自動車の交換が使われる点が異なっている。また、警官の訊問場面以降の桑山、奈美、沖野の運命がそれぞれ描かれているが、特に桑山と奈美のその後は、これまでの映像化作品になかったものとなっている。
キャスト
- 沖野一郎：椎名桔平（新都銀行池袋支店の新支店長）
- 前川奈美：芦名星（料亭「みなみ」の女将）
- 桑山英己：石黒賢（新都銀行の常務で沖野の同期）
- 沖野蓉子：有森也実（沖野の妻）
- 怜香：小沢真珠（桑山の別れた愛人）
- 岩波甚吉：山田明郷（岩波興行社長）
- 北原：螢雪次朗（池袋支店の前支店長）
- 久保田社長：松澤一之（桐生支店の客）
- 加藤：斎藤歩（政治家）
- 福光みつ：栗田よう子 （福光の妻）
- 鍛冶久作：ペーター花城 （岩波興行営業部長で前科5犯）
- 美代：早瀬英里奈
- 矢島夫人：川俣しのぶ（沖野家の隣人）
- たえ：松金よね子 （前川家・家政婦）
- 福光喜太郎：中尾彬 （総会屋）
- 伊牟田博助：笹野高史 （私立探偵）
- 田口：蒲生純一
- 笠木泉、石井洋祐、悠木千帆、高杉心悟、青森伸、谷本一、稲健二、田中仁、石田哲也、森里一大、渡辺琢己、宮原将護、川嶋秀明　ほか

スタッフ
- 脚本：長坂秀佳
- 監督：生野慈朗
- 撮影協力：よし邑、料亭 雑司ヶ谷 寛、銀座みゆき館、巴里夕顔、維新號、タブローズラウンジ代官山、リーガロイヤルホテル東京、ロッテ葛西ゴルフ、福生市、横浜市港湾局、ホテル大野屋、熱海ゴルフ倶楽部、カシオ計算機、東京エレクトロン、日立物流 ほか
- コンサート映像協力：東京交響楽団
- プロデューサー：成合由香（BS-TBS）、森下和清（テレパック）
- 美術協力：NTTドコモ
- 技術協力：東通、エヌ・エス・ティー、ティ・エル・シー、ブル、プロカム
- 制作協力：BS-TBS、テレパック
- 制作著作：TBS